# Центр искусств Крайстчерча
Центр искусств Крайстчерча (англ. Christchurch Arts Centre) — центр искусств, ремёсел и развлечений в Крайстчерче, Новая Зеландия. Занимает несколько зданий в стиле неоготики, принадлежавших ранее Кентерберийскому университету. Основные здания центра искусств были построены Бенджамином Маунтфортом. Центр искусств Крайстчерча находится в ведении Фонда по охране исторических мест Новой Зеландии как объект 1-й категории, с регистрационным номером 7301. В результате землетрясения 2011 года комплекс был закрыт для посетителей. Открытие комплекса будет производиться поэтапно, в процессе реконструкции, на которую будет затрачено около 290 000 новозеландских долларов. Реконструкцию планировали завершить в 2019 году, но последний реконструированный объект — бывшая обсерваторная башня — была открыта в 2022 году как 33-комнатный deluxe-отель Observatory Hotel.

## Использование
В центре искусств размещены специализированные магазины, бары, кафе, рестораны, картинные галереи, театры и кинотеатры. На территории центра действовала ярмарка выходного дня, проводились различные фестивали и мероприятия.
Театр «Court», профессиональный театр, основанный в 1971 году, располагается на территории центра искусств с 1978 года.
Неподалёку от центра искусств на бульваре Вустер (англ. Worcester Boulevard) в честь двенадцати знаменитых жителей Крайстчерча конца XX века установлены бронзовые бюсты, образующие композицию под названием «Двенадцать местных героев».

## Руководство
В 1975 году, когда Кентерберийский университет окончательно переехал в новый кампус в Иламе, был образован доверительный фонд Arts Centre of Christchurch Trust. Права собственности на некоторые здания университета были переданы Центру искусств в 1978 году.
Центр искусств Крайстчерча управляется попечительским Советом. По состоянию на конец ноября 2013 года его членами были:
- Джен Кроуфорд (англ. Jen Crawford), председатель;
- Дин Симмондс (англ. Deane Simmonds), заместитель председателя;
- Роб Холл (англ. Rob Hall), представитель Фонда по охране исторических мест Новой Зеландии;
- Маргарет Остин (англ. Margaret Austin), представитель ЮНЕСКО;
- Джиллиан Хилд (англ. Gillian Heald), представитель олимпийского комитета Новой Зеландии;
- Эрин Джексон (англ. Erin Jackson), представитель городского Совета Крайстчерча;
- Паула Ригби (англ. Paula Rigby), представитель коренного населения Новой Зеландии;
- Скотт Маккри (англ. Scott McCrea);
- Майкл Рондел (англ. Michael Rondel);
- Мартин Хедли (англ. Martin Hadley), секретарь, казначей.

## Предложение о строительстве консерватории
В 2009 году возникло предложение о том, чтобы отдать парковку на Херефорд-стрит под строительство консерватории для Кентерберийского университета. Это предложение вызвало серьёзные споры. Сторонники этого предложения говорили о том, что это оживит культурный район города и поддерживали восстановление Кентерберийского университета на его первоначальном месте. Оппоненты в свою очередь считали, что предлагаемое здание нарушит архитектурный стиль района и построенное здание снизит ценность культурного наследия. Выражалась также озабоченность по поводу финансирования университетских потребностей за счёт городского бюджета.
Была образована общественная организация Save Our Arts Centre (рус. Сохраним наш центр искусств), (SOAC), в качестве представителя которой выступала Энн Геркус. В итоге предложение о строительстве консерватории было отклонено.

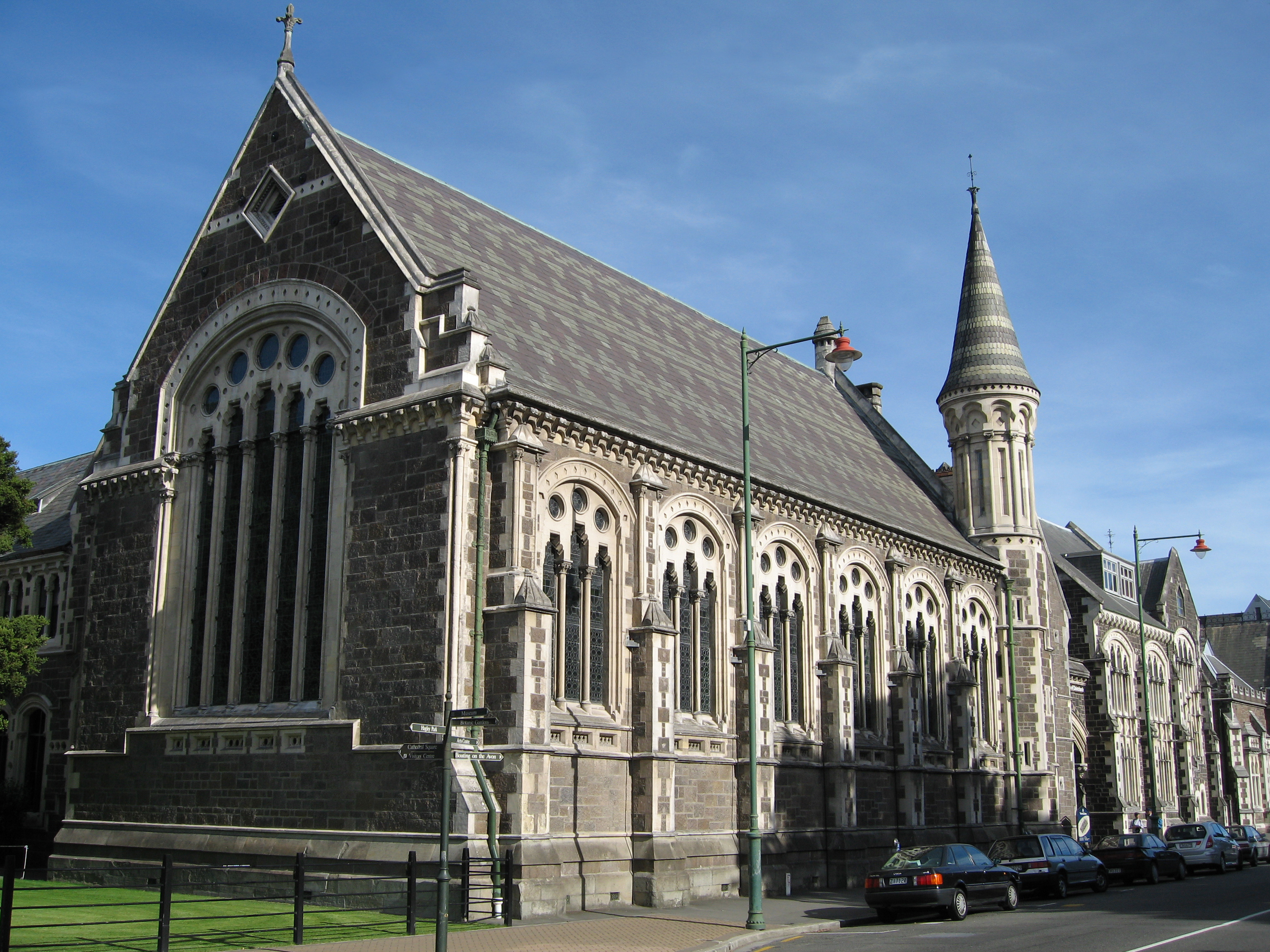
Большой зал (англ. Great Hall, 1882).
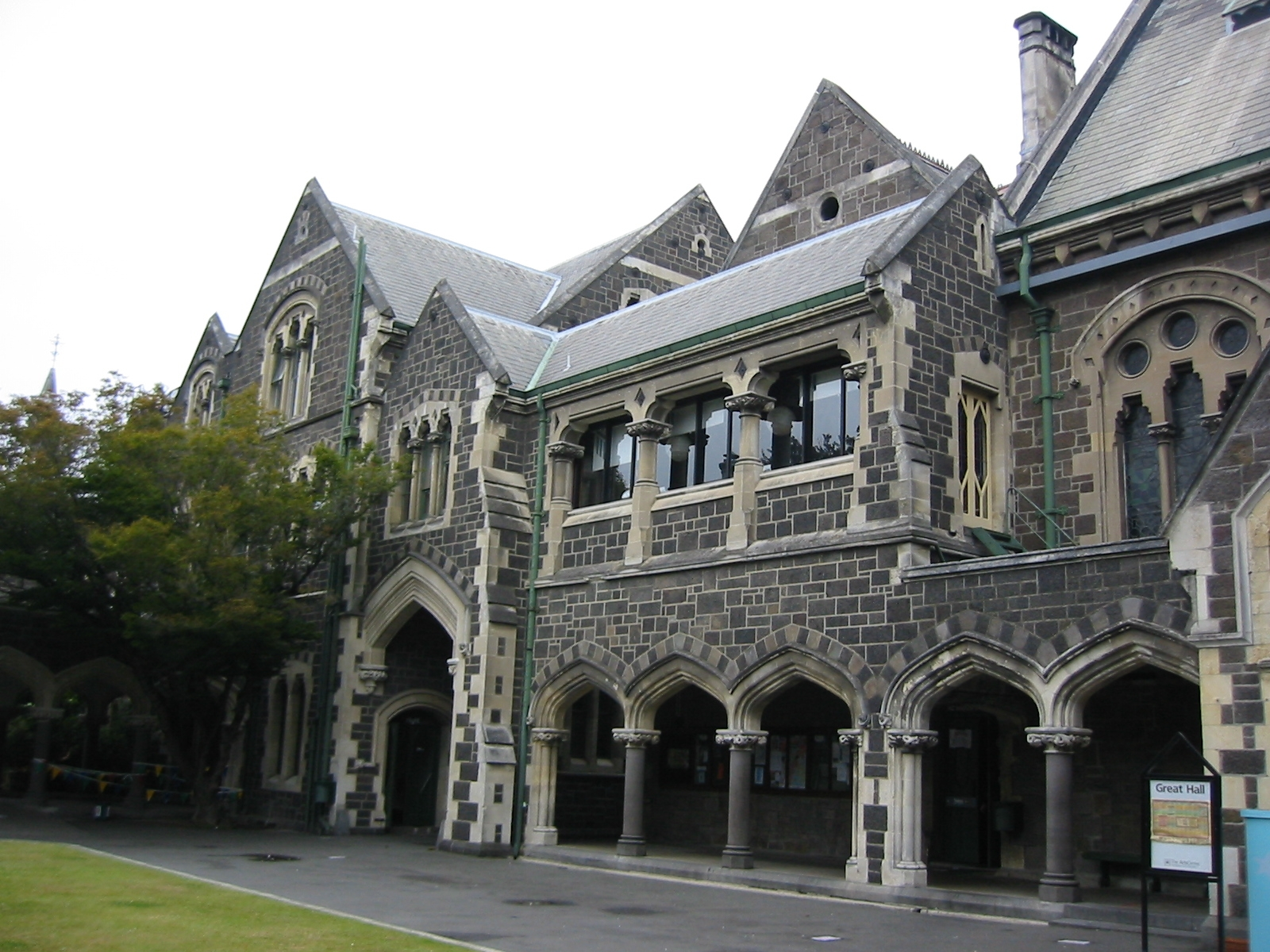
Вход в Большой зал (англ. Great Hall).
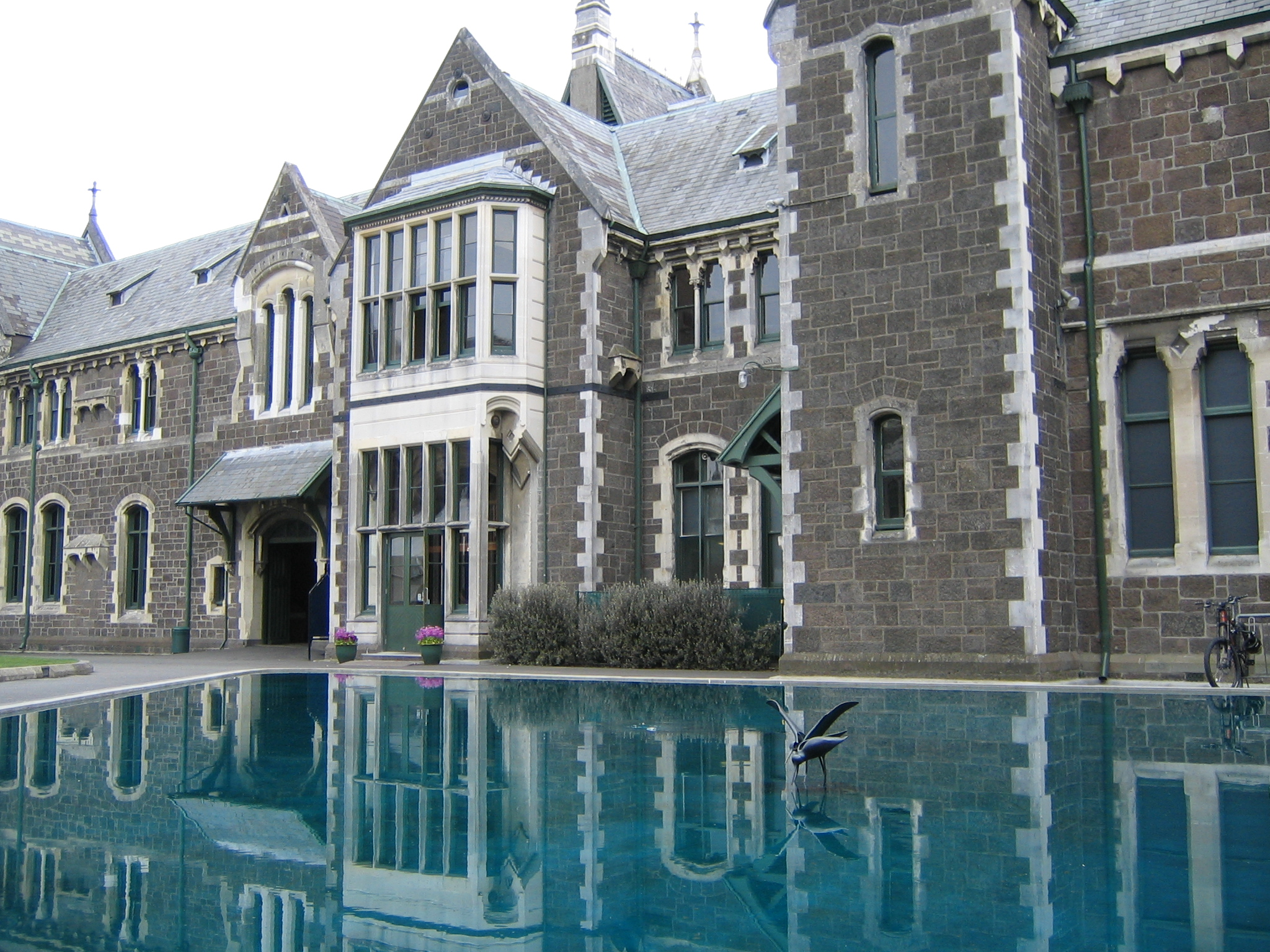
Пруд на территории Центра искусств (англ. North Quadrangle, 1877).

## Землетрясение 2010 года
Утром 4 сентября 2010 года сильное землетрясение нанесло значительный ущерб региону. Здания Центра искусств также пострадали; упавшие дымоходы повредили Большой зал, обсерваторию и часовую башню. Директор Центра искусств, Кен Франклин (англ. Ken Franklin), отметил, что меры, предпринятые ранее для усиления зданий, возможно, помогли предотвратить больший ущерб.

## Землетрясение 2011 года
В результате землетрясения 22 февраля 2011 года Центр искусств получил серьёзные повреждения. Все исторические здания и комплекс в целом были закрыты для посетителей на неопределённое время. На территории Центра искусств во время землетрясения не погиб ни один человек.
По состоянию на конец ноября 2013 года большинство зданий планировалось восстановить и отремонтировать, возможно за исключением башни обсерватории, которая разрушилась полностью. Стоимость реконструкции оценивалась в сумму около 100 миллионов новозеландских долларов. Реставрационные работы планируется завершить к 2019 году при общей стоимости проекта около 290 миллионов новозеландских долларов.